# José Manuel López (gobernador)
José Manuel López ocupó interinamente el cargo de gobernador del entonces Territorio Nacional de Misiones en dos períodos, en el año 1908 y en 1930.

## Biografía
Ya que los gobernadores eran designados por decreto presidencial, en muchos casos las designaciones se hacían fuera de término, por lo que la fecha de fin de mandato de un gobernador no combinaba con la del comienzo del sucesor. Para cubrir este intervalo se designaba interinamente a algún funcionario de la Casa de Gobierno.
Francisco Delgado cumplía funciones en la Casa de Gobierno en Posadas y debió reemplazar al profesor Manuel Bermúdez con José Manuel López, quien asumió como gobernador interino entre el 18 de julio de 1908 y el 12 de septiembre de ese año.
También debió ocupar nuevamente el cargo interinamente entre el 1 de enero de 1930 y el 27 de septiembre de este mismo año, remplazando al coronel Enrique Pilotto, el nuevo titular que tardaría en ocupar su cargo designado.